# Je suis Juan de Pareja
 (août 2024).
Si vous disposez d'ouvrages ou d'articles de référence ou si vous connaissez des sites web de qualité traitant du thème abordé ici, merci de compléter l'article en donnant les références utiles à sa vérifiabilité et en les liant à la section « Notes et références ».
Je suis Juan de Pareja, paru en anglais sous le titre I, Juan de Pareja, est un roman pour la jeunesse d'Elizabeth Borton de Treviño (en).
Ce livre est paru en 1965 aux États-Unis et en 1989 en France, à l'École des Loisirs (traduit par Tessa Brisac). Il a été réédité en Médium-Poche en 2015.

## Présentation
Le roman relate l'histoire de Juan de Pareja, esclave noir récemment passé au service de Don Diego, qui n'est autre que le peintre Diego Vélasquez.
Ce roman est librement inspiré de la vie de Juan de Pareja, dont on ne sait presque rien avant 1642 et un peu plus après. Celui-ci était un esclave et assistant de Vélasquez qui devint peintre après avoir été affranchi en 1652. À la différence du roman, il était d'origine maure, natif d'Antequera (non de Séville) et « de couleur étrange » d'après Palomino. Le portrait de Juan de Pareja que fit Diego Vélasquez à Rome en 1648 ainsi que les autoportraits de Juan de Pareja montrent un homme basané, mais non noir. De plus, les premières informations aux services de Vélasquez, et dans l'entourage de la cour datent de 1642, date très largement postérieure à la visite de Rubens à Madrid (1628).

## Récompenses
Il obtient la médaille Newbery en 1966.

## Publications francophones
- Je suis Juan de Pareja : né esclave à Séville, élève en secret de Velázquez, peintre malgré tout [« I, Juan de Pareja »]  (trad. de l'anglais américain par Tessa Brisac), Paris, L'École des loisirs, coll. « Médium », 1989, 1re éd., 333 p. (ISBN 2-211-03152-8)

Le roman est réédité à trois reprises par le même éditeur et avec la même traduction : en 1990, 2011 et 2015.